# Küstenkoalition
Als Küstenkoalition, Schleswig-Holstein-Ampel oder rot-grün-blaue Koalition (selten auch Gambia-Koalition) wird eine Regierungskoalition zwischen der SPD, den Grünen und der Partei der dänischen und nationalen friesischen Minderheiten in Schleswig-Holstein, dem Südschleswigschen Wählerverband (SSW), bezeichnet. Der SSW vertritt in Südschleswig sowohl die dänische als auch den Teil der nordfriesischen Volksgruppe, der sich selbst als nationale Minderheit versteht.
In den Medien wurde die Koalition auch als Dänen-Ampel bezeichnet. Diese Bezeichnung ist jedoch umstritten, da sie nach Ansicht von Kritikern an alte Ressentiments gegenüber der dänischen Minderheit appelliert. Abgeleitet ist der Name von Ampelkoalition, wobei der SSW an der Stelle der FDP tritt.

## Landesebene
Erstmals ins Gespräch kam dieses Modell nach der Landtagswahl in Schleswig-Holstein 2005, bei der die bisher regierende rot-grüne Koalition unter der SPD-Ministerpräsidentin Heide Simonis ihre Mehrheit im Landtag verloren hatte. Allerdings war auch eine schwarz-gelbe Koalition unter CDU-Führung unmöglich. Somit wurde der SSW zum Zünglein an der Waage und nahm sowohl mit CDU als auch SPD Sondierungsgespräche auf. Anke Spoorendonk und Lars Harms entschieden sich schließlich zur Tolerierung einer rot-grünen Minderheitsregierung. Bei der Wahl des Ministerpräsidenten enthielt sich aber ein Abgeordneter einer der drei Parteien, und Heide Simonis wurde nicht mehr Ministerpräsidentin. Daraufhin nahm die SPD Koalitionsverhandlungen mit der CDU auf, deren Kandidat Peter Harry Carstensen anschließend Ministerpräsident wurde.
Vor der Landtagswahl 2009 war eine rot-grün-blaue Koalition erneut im Gespräch. Laut den Umfragen schien ein derartiges Bündnis allerdings nur unter Einbeziehung der Linken eine Mehrheit haben zu können. Der SSW schloss ein Bündnis mit den Linken jedoch aus. Nach der Landtagswahl bekam eine Dänen-Ampel, die von der Linken toleriert werden würde, keine Mehrheit.
Im Landtagswahlkampf 2012 wurde die Dänen-Ampel als zu verhinderndes Bündnis zu einem zentralen Slogan der CDU. Diese Kampagne wurde wie schon 2009 kritisiert, da sie Ressentiments gegen die dänische Minderheit befördere. Nach der Landtagswahl in Schleswig-Holstein 2012 bildeten SPD, Bündnis 90/Die Grünen und der SSW schließlich erstmals in der Geschichte Schleswig-Holsteins eine Dänen-Ampel auf Landesebene. Die rot-grün-blaue Koalition besaß im Kieler Landtag nur eine Stimme Mehrheit. Am 12. Juni wurde Torsten Albig von der SPD mit zwei Stimmen mehr zum Ministerpräsidenten gewählt, als der Koalition zur Verfügung standen. Damit war die Partei der dänischen Minderheit erstmals an einer Landesregierung beteiligt und besaß somit erstmals ein Ministeramt. Anke Spoorendonk vom SSW übernahm im Kabinett Albig das Ministerium für Justiz, Europa und Kultur. Zugleich war Spoorendonk Zweite Stellvertreterin des Ministerpräsidenten Torsten Albig.

## Kommunale Ebene
Auf kommunaler Ebene gab es 2013–2017 mit der rot-grün-blauen Rathauskooperation in der Kieler Ratsversammlung eine mit der Küstenkoalition vergleichbare Konstellation.